# Ângulo de posição

Uma ilustração mostrando como o ângulo de posição pode ser estimado através da ocular de um telescópio; a estrela primária do sistema binário encontra-se centralizada.

Em astronomia, o ângulo de posição (comumente abreviado como AP) é uma convenção utilizada para se mensurar ângulos na esfera celeste. A União Astronômica Internacional a define como o ângulo medido em relação ao polo norte celeste (PNC), tido como positivo na direção do crescimento da ascensão reta. Em imagens comuns (não invertidas), o ângulo de posição pode ser medido no sentido anti-horário em relação ao eixo que aponta na direção das declinações positivas.
No caso de binárias visuais, o ângulo de posição é definido como o desvio angular entre a estrela secundária e a estrela primária medido em relação ao polo celeste norte.
Conforme ilustrado pelo exemplo, caso estivéssemos observando um sistema binário hipotético com ângulo de posição equivalente a 30°, isso apontaria que a linha imaginária desenhada do polo celeste norte até a estrela primária (P) na imagem formada pela ocular estaria desviada da estrela secundária (S) de tal modo que o ângulo NCP-P-S corresponderia a 30°.
Ao se traçar representações gráficas de binárias visuais, como mostrado na ilustração, normalmente se assinala o PCN abaixo do ponto central (a origem) do esquema, ocupado pela estrela primária – isto é, o norte fica para baixo. O ângulo de posição é, então, medido no sentido anti-horário. Ademais, a direção do movimento próprio de astros pode ser indicada pelo ângulo de posição de seu vetor, por exemplo.
O conceito de ângulo de posição também pode ser aplicado para objetos extensos como galáxias, nas quais se refere ao ângulo formado entre o eixo maior do objeto e a linha que conecta seu centro ao PCN.

## Náutica
O conceito de ângulo de posição é uma herança das técnicas náuticas de navegação dos oceanos, as quais postulam que o rumo da agulha ótimo indicaria o caminho entre uma posição conhecida s e uma posição desejada t associado aos mínimos esforços possíveis. Ignorando a influência de ventos e de correntes marítimas, o rumo óptimo aponta para o caminho de menor comprimento possível entre dois pontos na superfície do oceano. O exercício de encontrar tal caminho é conhecido como o problema geodésico inverso.
Este artigo contempla apenas a abstração de minimizar a distância entre s e t ao se viajar na superfície de uma esfera de raio R: qual rumo (demarcado por um ângulo p relativo ao Norte Verdadeiro) uma embarcação deveria assumir para que atingir seu destino desejado percorrendo a mínima distância possível?

## Links externos
- The Orbits of 150 Visual Binary Stars, by Dibon Smith (Accessed 2/26/06)